# Jag har ett heligt värv
Jag har ett heligt värv är en psalm med text från 1762 av Charles Wesley och musik skriven 1852 av Isaac B Woodbury. Den översattes till svenska 1860 och texten bearbetades 1892 och 1986.

## Publicerad i
- Metodistkyrkans psalmbok 1896 som nr 269 under rubriken "Helgelse och tillväxt i nåden"
- Psalmer och Sånger 1987 som nr 468 under rubriken "Kyrkan och nådemedlen - Vittnesbörd - tjänst - mission".[1]